# ポマース・ブランデー

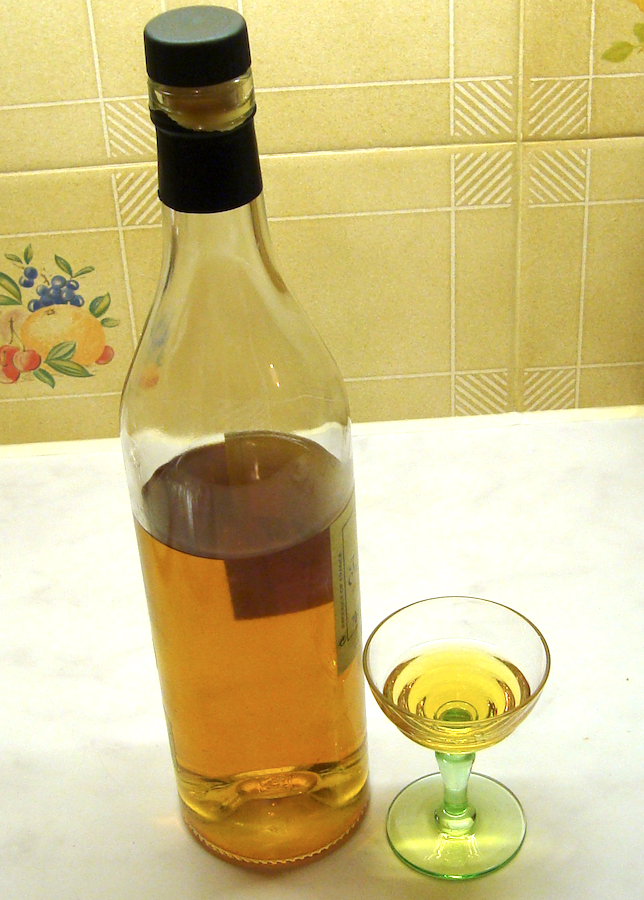
「Marc de Bourgogne」ポマースから作られるフランスのマール。樽熟成を行ったために着色している。

ポマース・ブランデー（Pomace brandy）とは、ワイン醸造後にできる発酵後のブドウの残りかす（ポマース）を蒸留したものである。
こうして得られたエタノールは伝統的な蒸留酒（スピリッツ）として使われ、アニス・リキュールのように様々なリキュールに加工される。
日本では、ポマース・ブランデーを「粕取りブランデー」とも呼ぶ。

## 種類
- グラッパ（イタリア）
- ラキヤ
- ジヴァニア
- チャチャ
- オルホ
- ピスコ
- マール（フランス、後述）
- トレスターブラント、トレスター（ドイツ）
- törköly（ハンガリー）
- バガッソ、バガセッラ、アグアルデンテ（ポルトガル）
- チプロ（ギリシャ）

### マール
フランスではマール （フランス語: marc、英語: marc brandy）といい、語源は「つぶす、砕く」を意味した Marcher の派生語。ワイン用にしぼったブドウのかすを蒸留してつくる。しぼりかす自体を指す場合もある。シャンパーニュ、ブルゴーニュのものが評価が高いとされるものの、生産量はラングドックがフランス全土の約60％をまかなう。原料は白ワイン用のブドウを使う場合もあれば赤ワイン用のブドウを使う場合もある。アルコール度数もさまざま。